# Phin

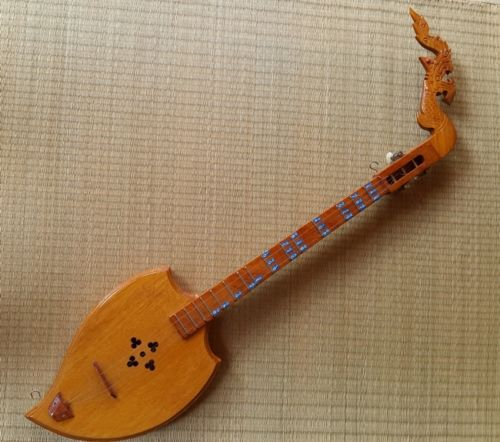
Phin uit Isaan.

De phin (Thai: พิณ) (Laotiaans: ພິນ) is een snaarinstrument met een peervormige klankkast, afkomstig uit Isaan, in het noordoosten Thailand, en wordt vooral bespeeld door etnische Laotianen in Thailand en Laos. Het heeft frets op de hals waarop meestal twee of drie metalen snaren lopen, die worden getokkeld met een plectrum dat in de rechterhand wordt gehouden tijdens het spelen.

## Ontwikkeling
Traditioneel werd de phin akoestisch bespeeld, maar in de moderne tijd zijn er elektrische versies ontwikkeld. Deze elektrische phins zijn uitgerust met pickups en worden vaak gebruikt in hedendaagse Thaise muziekgenres zoals phin prayuk, een vorm van psychedelische rock die traditionele melodieën combineert met moderne effecten. In mor lam-muziek wordt de phin vaak samen met een khaen bespeeld, net als in het genre luk thung. 

## Populariteit buiten Zuidoost-Azië
Buiten Zuidoost-Azië wordt de phin slechts zelden gebruikt. De Nederlandse band Yin Yin nam twee nummers op met het instrument.